# Leif Hjernøe
Leif Hjernøe (* 24. Juli 1938 in Aarhus, Dänemark) ist ein dänischer Schriftsteller, Übersetzer und Dozent.
Hjernøe absolvierte eine Ausbildung zum Silberschmied, die er 1959 abschloss. Bis 1962 war er an der Aarhus Akademi. Danach studierte er Theologie, Kunstgeschichte, Französisch und Anthropologie an der Universität Aarhus.
Sein erster Roman, En tid lang (Eine Zeit lang), erschien 1968. Sein bisher wichtigster Roman, Rom Anno 1991, erschien 1983. Hjernøe arbeitet auch als Radio- und Fernsehsprecher.